# لانس بورتين
ويليام لانس بورتين (بالإنجليزية: William Lance Burton)‏ أستاذ أمريكي مشهور في فن الوهم ولد في 10 مارس من عام 1960 له عدد كبير من العروض التلفازية والعروض الحية، من أشهر عروضة كان في مدينة لاس فيغاس، نيفادا الأمريكية حيث قدم في فندق مونت كارلو عرضا لمدة 15 سنة.
في عام 2009 قام (لانس بورتين) بتجديد عقده مع الفندق لمدة 6 سنوات إضافية ولكن يبدوا ان انخفاض مبيعات التذاكر حال دون إستمرار العرض فتم إيقافه نهائيا.

## وصلات خارجية
- لانس بورتين على موقع IMDb (الإنجليزية)
- لانس بورتين على موقع إن إن دي بي (الإنجليزية)
- لانس بورتين على موقع قاعدة بيانات الفيلم (الإنجليزية)

- [الموقع الرسمي للانس بورتين http://www.lanceburton.com]